# Rudolf Graf von der Schulenburg-Wolfsburg
Rudolf Graf von der Schulenburg-Wolfsburg (* 7. September 1937 auf Schloss Wolfsburg) ist ein ehemaliger deutscher Manager in der Automobilwirtschaft.

## Familie

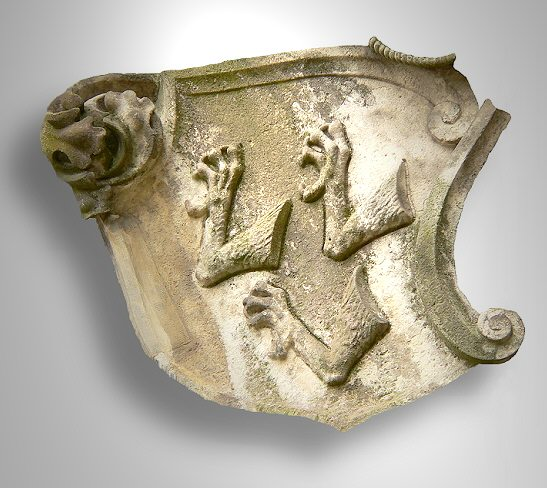
Familienwappen an Schloss Wolfsburg

Rudolf Graf von der Schulenburg-Wolfsburg gehört dem Adelsgeschlecht Schulenburg an. Er wurde auf dem Familiensitz Schloss Wolfsburg geboren und war eines von vier Kindern von Günther Werner Busso Graf von der Schulenburg (1891–1985) und Ursula geb. Freiin von Dincklage (1905–1951), die im Jahre 1928 heirateten. Seine Geschwister waren Ina, Werner und Günzel. Er ist verheiratet mit Jutta geborene Freiin von der Leyen zu Bloemersheim. Aus der Ehe gingen vier Kinder hervor.

## Leben

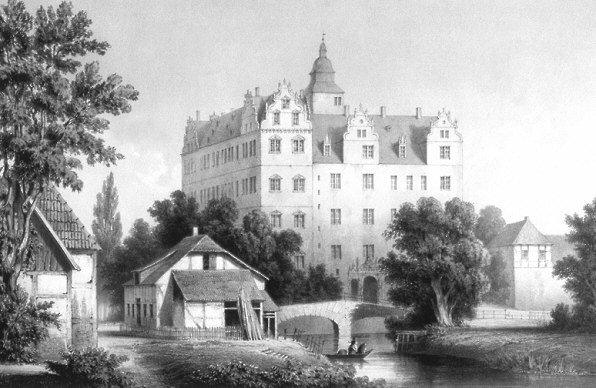
Schloss Wolfsburg, sein Geburtsort

Rudolf Graf von der Schulenburg-Wolfsburg wurde am 7. September 1937 auf Schloss Wolfsburg geboren, seine Eltern mussten jedoch mit ihm bereits im November 1942 in das neuerbaute Schloss Neumühle umziehen, da der zum Schloss Wolfsburg gehörende Grundbesitz für den Bau des Volkswagenwerkes und der dazugehörigen Stadt des KdF-Wagens (1945 in Wolfsburg umbenannt) benötigt wurde.
1945 floh seine Familie mit ihm in die Britische Besatzungszone und ließ sich auf dem Rittergut Nordsteimke nieder, da Schloss Neumühle der Sowjetischen Besatzungszone zugeordnet und entschädigungslos enteignet wurde.
Er absolvierte ein Maschinenbaustudium an der RWTH Aachen, das er als Diplomingenieur abschloss. Von 1967 an war er bei BMW tätig, ab 1974 als General Managing Director bei BMW South Africa. Von 1977 bis 1978 war er Vorsitzender der Geschäftsführung bei BMW-Motorrad, anschließend widmete er sich eigener unternehmerischer Tätigkeit.
Nach seinem Eintritt in den Ruhestand übernahm er eine Reihe von Ehrenämtern. 2008 wurde er als Nachfolger von Wolfgang-Ernst Fürst zu Ysenburg und Büdingen zum Präsidenten des Automobilclubs von Deutschland gewählt. 2012 schied er aus diesem Amt aus und wurde zum Ehrenpräsidenten des Automobilclubs von Deutschland ernannt. In den Senat des Weltautomobilverbandes Fédération Internationale de l’Automobile (FIA) wurde er zum Vertreter Deutschlands berufen.